# Type 98 Ke-Ni
Ke-Ni Kiểu 98 (九八式軽戦車 Kyuhachi-shiki keisensha?) là kiểu xe tăng hạng nhẹ của Lục quân Đế quốc Nhật Bản được thiết kế nhằm thay thế cho Ha-Go Kiểu 95, kiểu xe bọc thép được Nhật Bản sản xuất với số lượng nhiều nhất trong Thế chiến thứ hai. Một số tài liệu còn gọi tên kiểu xe này là Chi-Ni Kiểu 98.

## Lịch sử phát triển
Mặc dù ý tưởng phát triển một kiểu xe tăng mới để khắc phục những khuyết điểm của Ha-Go Kiểu 95 thể hiện qua thời gian thực tiễn chiến đấu tại Mãn Châu và Trung Quốc trong Chiến tranh Trung-Nhật đã bắt đầu từ năm 1938, nhưng thiết kế của Kiểu 98 mới đã bị bỏ qua cho đến tận năm 1942.
Nguyên nhân khiến cho Kiểu 95 vẫn được duy trì sử dụng vì trong Chiến tranh Trung-Nhật, lục quân Nhật Bản chỉ phải đối đầu với một Quốc dân Cách mệnh quân thiếu thốn xe tăng và vũ khí chống tăng. Ngoài ra, Nhật Bản còn ưu tiên sử dụng số thép sản xuất được cho việc đóng tàu hơn là chế tạo xe bọc thép.
Khi Chiến tranh Thái Bình Dương bùng nổ, bộ tổng tham mưu Lục quân Đế quốc Nhật Bản nhanh chóng nhận ra Ha-Go Kiểu 95 hoàn toàn không có khả năng đối đầu với các kiểu xe tăng của Đồng Minh, như M4 Sherman hay M3 Stuart.
Việc sản xuất được giao cho 2 tập đoàn lớn là Hino Motors và Mitsubishi vào năm 1942, nhưng chỉ có tổng cộng 103 chiếc được sản xuất, 24 vào năm 1942 và 79 vào năm 1943.

## Thiết kế
Thiết kế của Kiểu 98 có những điểm tương đồng với Kiểu 95, nhưng có lớp giáp dày hơn, được hàn kín và cải thiện hình dạng, sử dụng động cơ Mitsubishi Kiểu 100 6 xy-lanh làm mát bằng không khí, công suất 130 Mã lực, và được đặt nằm nghiêng để cho việc bảo trì dễ dàng hơn. Nhẹ và ngắn hơn Kiểu 95, Kiểu 98 có thể di chuyển với tốc độ 55 km/h dù có lớp giáp dày hơn.
Về vũ khí, Kiểu 98 có một tháp pháo dành cho hai người, cải tiến từ tháp pháo bất đối xứng của Kiểu 95, trang bị một pháo chống tăng Kiểu 100 37mm, với vận tốc đạn lên đến 760m/giây, và một súng máy 7.7mm đồng trục.

## Các phiên bản
- •	Ke-Ni Ko Kiểu 98A (九八式軽戦車（甲型） Kyuhachi-shiki keisensha (Kō-gata)?)

Đây là mô hình sản xuất theo tiêu chuẩn của Kiểu 98 với hệ thống dẫn động gồm ba khung treo độc lập gắn sáu bánh nối với khung gầm bằng cần trục, có thể đổi hướng các chuyển động đứng thành lực ngang và hấp thu bởi các ống nhún lò xo.
- Ke-Ni Otsu Kiểu 98B (九八式軽戦車（乙型） Kyuhachi-shiki keisensha (Otsu-gata)?)

Đây là một mô hình thử nghiệm, được phát triển với năm bánh xe chữ thập, sử dụng cơ cấu giảm xóc treo Christie với bề mặt rộng, các bánh xe được đỡ bởi mặt phẳng đệm tỳ lên lò xo xoắn. Kiểu này chưa bao giờ được đưa vào sản xuất.
- Ke-To Kiểu 2

Phiên bản nâng cấp của Kiểu 98-B với vũ khí chính là Pháo chống tăng Kiểu 1 37 mm có hỏa lực mạnh, với vận tốc đạn 810 m/s. Việc sản xuất Ke-To Kiểu 2 được bắt đầu từ năm 1944 nhưng chỉ có 29 chiếc được sản xuất.
- Xe tăng phòng không Ta-Se 20 mm

Tháng 11 năm 1941, một phiên bản phòng không của Kiểu 98 với khung gầm của Kiểu 98 cộng với một pháo tự động Kiểu 2 20 mm đặt trên một tháp pháo hình tròn được bảo vệ. 1 nguyên mẫu đã được thiết kế mang tên "Ta-Se", viết tắt của"Taikū (phòng không) sensha (xe tăng)". Khi thử nghiệm, nó đã thất bại trong việc vượt qua khả năng của chương trình Ki-To bị hủy bỏ trước đó. Kế hoạch tiếp theo là nâng cấp thành phiên bản pháo phòng không đôi và dự tính sẽ hoàn thành vào tháng 3 năm 1944. Tuy nhiên, dự án đã bị hủy bỏ vào năm 1943.